# 筑波移転反対闘争
筑波移転反対闘争（つくばいてんはんたいとうそう）は、東京教育大学が筑波研究学園都市構想に乗って、大学キャンパスを移転させようとしたことに対して、学生・院生が「移転反対・審議過程の民主化」を主張して起こした反対運動。1967年7月にはピケットストライキが、1968年6月下旬から1969年2月末まではバリケードストライキが行われた。
東京教育大学では、学部キャンパスが3か所に分散、キャンパスの狭隘を訴える学部があったことから、自主移転を検討したが困難であった。1963年に起きた筑波研究学園都市への移転が浮上したが、大学の最高意志決定機関である評議会での強行採決があったなどのことから、学生らが「移転反対・審議過程の民主化」を主張して反対運動を起こした。1967年6月に始まったストライキは夏休み中に終息したが、1968年6月下旬からの事務棟封鎖を含むストライキは長期化した。ちょうど、学外でもベトナム反戦運動や、各大学で生起した様々な問題に絡んで全共闘運動が盛んになった年でもあった。1969年の入学試験は、体育学部では実施されたが、文学部・理学部・教育学部・農学部の4学部では中止され、この年には体育学部以外では新入生がいなかった。1969年2月28日に大塚・駒場の両キャンパスに、教授会・評議会の合意なく学長の専断で機動隊が導入され、授業再開に6か月以上を要した。1973年9月25日に筑波大学法案（国立学校設置法の一部改定案）が国会で成立し、同年10月1日に筑波大学が開学発足、翌1974年4月には筑波大学に第1期生が誕生した。東京教育大学は、1978年3月31日にその幕を閉じて閉学するに至る<通史的スライドショー>。

## 筑波移転問題の前史
東京教育大学は、キャンパスが3か所に分散し、文京区大塚には文学部・理学部・教育学部が、目黒区駒場には農学部が、渋谷区幡ヶ谷には体育学部があった。すべての国立大学（その後の創設を除く）がそうであるが、教育大は1949年に新制大学としてそれまでの4つの学校を統合して発足している。その経緯でキャンパスが分散したタコ足大学だった。キャンパスが分散した上に、そのキャンパスが狭かった。1962年当時に大学院を持つ国立大学としては、敷地が全国最小だった<東教大キャンパス写真集>。
大学の最高意志決定機関である評議会で、62年5月に、5学部統合問題として浮上した。9月28日評議会では、「適当な敷地をみつけて5学部の統合を行なうこと。その検討は評議会の会内組織である施設小委員会があたること」を決定した。1962年に八王子などへの独自移転を検討した。とりわけ本格的に交渉されたのが、八王子南部、東松山、原町田、八王子北部の4か所であった。しかし、独自移転の実現は難しい。予算措置をどうするのか、どのようにして用地買収をするのかを中心に多くの困難を伴い、全くの失敗といえる状態になっていた。
『教育大学新聞』（1962年12月25日号）に、次の記事がある。
『教育大学新聞』（1963年1月25日号）に、次の記事がある。

### 学長選挙
62年6月に学長選挙が行われた。56年7月に就任した朝永振一郎教授の任期満了に伴い、新学長の選出が必要だった。その後の大学運営の姿勢をめぐるものとして学内の注目を浴びた。学長第一次投票には助手なども参加できるが、第二次投票では教授会構成員のみが選挙権を持っていた。学生自治会は、推薦候補になった3候補について「信認投票」（学生は学長選挙における「信任投票権」を要求していたが、大学側の受け入れるところとならなかったので、苦肉の策で「信認投票」という名称を考え出し、その名で実施したものと考えられる）を行ったが、その結果は、梅根悟教授2304票、三輪知雄教授203票、石三次郎教授110票だった。学長選第一次投票で3位、第二次投票で1位だった三輪知雄氏が、第三次投票で過半数を得て（三輪160票、梅根115票）、学長に選ばれた。梅根教授は学生間で人気があったが、教授会構成員レベルではリベラルに過ぎるとして反発する人もあり、一方の三輪教授については学生運動への抑圧的な姿勢が懸念されていた。三輪知雄学長の誕生を、学生は歓迎しなかった。6月18日・22日の2回にわたり、「三輪教授の学長就任および大学管理制度・教員養成制度改悪に反対し」事実上のストライキが行われた。その後9月18日には、掲示板に学生が貼ったポスターを学長の指示で撤去するなど、学生との軋轢が始まった。

## 筑波移転問題が生起
1963年8月27日に、筑波研究学園都市建設の閣議決定が発表された。この計画では、研究学園都市の中核的施設の一つとして国立の総合大学が構想される。「国立の総合大学」を置くためには、国立の単科大学の統合もありうるが現実的でない。文部省には大学新設の意図はなかった。そうなると、都内の国立総合大学を移転させるか、茨城大学を水戸から筑波に移転させるしかない。都内の国立総合大学は3つだけだ。それを考慮すれば、この計画に合わせて筑波に移転する大学としては教育大学が唯一といえるほどである。こうして教育大学の筑波移転問題が浮上した。
教育大は、筑波研究学園都市建設の閣議決定以前から、その事務局である首都圏整備委員会と連絡を取り、計画を知らされていた。研究学園都市は、貿易自由化に対処して国際的水準の研究体制を完成することを目指していた。理科系中心の研究学園都市構想である。首都圏整備委員会にとって、（工学部はないが）理科系学部をも有する総合大学だった教育大は格好の対象だった。教育大では63年9月3日以降、相次いで臨時教授会が開かれ、この問題についての検討が重ねられた。1963年9月7日に開かれた評議会での各学部の態度は、以下のようであった。体育学部と農学部は条件付賛成。教育学部も条件付賛成であるが、条件については今後くわしく検討する。理学部は慎重論が多く7日までには結論が出なかった。文学部も慎重論が多数を占め16対50で今すぐ移転することには反対だった。光学研究所は無条件賛成だった。この条件付賛成の「条件」とは、「政府・首都圏整備委員会のいうような、あらゆる面で理想的な研究学園都市ができるならば、はじめは多少の不便もあろうが、この機会に移転しよう」というものだった。また、文理両学部の慎重論とは、「政府側が理想的な新都市を作るためにどの程度うちこむか疑問だ。たとえ、やる気があるとしても、このような大規模な文教予算は財政的に出せないのではないか。またこのような重要事項は、どういうものか見通しもはっきりしないままに決定を早急に下すことは無理で、少なくとも1年くらい検討することが必要だ」というものだった。次回の臨時評議会は9月13日に開かれたが、「ここでは早急に結論は出さず、今後も徹底的に意見の調整を図る」ということで、決定を保留した。
この頃、教育大文学部自治会を握っていた構造改革派系の共青（＝共産主義青年同盟）は、筑波移転に反対していなかった。「移転問題は単に移転の可否を問うているのではなく、科学技術革新にいかに対処していくかが問われている。材料不足でまだ結論は出せない。教育大の発展も十分に考慮する必要はあるが、単に教育大の問題ではなく、全国の学生・学問研究者の問題でもある。また、これを契機に、学内民主化を図り審議過程への学生参加を求めたい」との論調であった。
しかし、文部省・大蔵省では、研究学園都市構想に予算をつけて土地買収を進めるためには、具体的な計画が必要であり、そのために教育大の早い結論と意思表示を求めていた。ただし、64年度予算として、教育大の意思表明なしに、用地買収・仮設道路建設費147億円の予算要求が認められた。

### 新聞記事
【1964年11月の新聞一面記事 要約】
政府は筑波山麓に研究学園都市建設を決め、首都圏整備委員会を中心に検討を進めてきた。その具体案がまとまり、近く総理府内に「研究・学園都市建設推進本部」を設置する。筑波研究学園都市は10年後に完成、人口16万のニュータウンが誕生する。
63年9月の閣議で、筑波研究学園都市の建設を決め、首都圏整備委・建設省・文部省・科学技術庁などの関係各省庁間で、移転する政府関係研究機関・国立大学・民間研究所・私立大学の選定を進めてきたが、26日の各省事務次官らによる官庁移転閣僚懇談会幹事会で最終的に調整し閣議で決定する。移転する研究所・大学は下記の通りだが、国立研究所が42、国立大学が2つで、民間は研究所関係が申し込み263社から20に、私立大学は33校の申し込みを22校とした。規模は全体で3300haで、研究所や大学の敷地にあてられる部分が2140ha、残りが市街地となる。
住宅公団が事業主体で総事業費は4000億円。政府が3000億円、民間が1000億円。建設用地は64年度に茨城県と地元で折衝が開始され、買収は難航をきわめていた。しかし、このほど話し合いがまとまり、65年度から住宅公団が160億円の予算で宅地造成を始める。66年末から67年度までに各研究所・大学の移転が始められ、74年度中に完成する。
【移転が内定している国の試験研究機関】◇通産省＝計量研究所、機械試験所、電気試験所、東京工試、発酵研究所、繊維工業試験所、地質調査所、産業工芸試験所、資源技術研究所、工業技術院本院の一部
◇農林省＝農業技術研究所、農地試験所、畜産試験場、園芸試験場、農業土木研究所、蚕糸試験所、食料試験所、家畜衛生試験場、食物ビールス研究所、林業研究所、淡水区水産試験所
◇建設省＝土木研究所、建築研究所、国土地理院
◇文部省＝統計数理研究所、国立国語研究所
◇厚生省＝人口問題研究所、栄養研究所、予防衛生研究所、衛生研究所、国立がんセンター
◇科学技術庁＝金属材料技術研究所、共同利用施設、防災科学技術研究所
◇運輸省＝高層気象台、気象研究所、気象大学校
◇労働省＝産業安全研究所
【国立大学】東京教育大、東京外国語大学

## 焦り深める移転推進派
1966年10月28日、評議会の席で三輪学長が、和歌森太郎文学部長に対して「学部をまとめられないのか！」と罵倒した。これに対して、和歌森太郎文学部長と2人の評議員は11月5日に抗議の辞任をし、文学部教授会は学長・評議会に抗議して12月初めまで評議会出席を拒否した。学長と文学部教授会との溝が広がった。学長＝移転推進派の焦りが表面化したものと受け止められた。

## 土地確保表明で学部対立が表面化
1967年6月10日、評議会は、筑波に土地確保を希望することを文部省に表明することを決定したが、文学部評議員はこれに反対して退席した。大学としての意思決定をめぐっての、学長＝移転推進派と、文学部教授会＝移転慎重派の、決定的な亀裂になった。従来は、評議会での決定は全会一致で行われていたが、この決定は文学部教授会選出評議員の反対を押し切っての異例の多数決決定になった。
学生は、6月14日に約400人が「6.10評議会決定白紙撤回」を要求して本館前集会を開き、15日まで授業放棄を続けた。さらに、6月19日には文学部学生大会が「6.10評議会決定白紙撤回」を要求して20日から3日間のストライキを決定し、ピケットストライキに突入し、以後4波まで26日間のストライキを続行した。
他の学部でも、7月4日に理学部学生大会が「6.10評議会決定白紙撤回」を要求してストライキに突入、7月5日に教育学部学生大会が「6.10評議会決定白紙撤回」を要求してストライキに突入、7月11日に農学部学生大会が「6.10評議会決定白紙撤回」を要求してストライキに突入と、体育学部を除く全学に抗議ストライキが波及した。これらのストライキの背景には、「移転反対」よりは、移転推進派が従来の全会一致原則を破っての強行採決をしたことへの抗議も含まれていたと考えられる。
しかし、学生らの抗議活動は夏休み中に雲散霧消し、夏休み以降に継続することはなかった。夏休み後に開かれた学生大会は定足数に満たなかったので、ストライキなどを決めることができなかった。

## 1967年闘争時の写真画像

E館と本館の間に作られたバリケード。ただし、ピケを有効にするためのバリケードであり、完全封鎖ではなかった。1967年7月6日
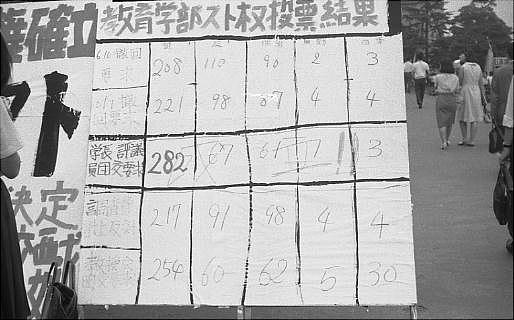
教育学部自治会でのスト権投票の結果を公開・公表するための立て看板。1967年7月5日

## 調査費計上に対して学生の闘いが激化
1968年6月20日には、評議会が筑波移転のための調査費約2700万円の計上（69年度予算への予算要求）を決定した。当然、文学部評議員は抗議の退席をしたので、文学部不在の決定であった。6月25日文学部学生大会はE館（文学部・教育学部棟）の封鎖を決定。6月29日、文学部学生大会は本館（事務棟）の封鎖を決定し、学生はこれを即時実施した。学生の「6.20評議会決定反対」運動は、理・教・農学部にも広がりを見せた。理・農学部では7月初めから、教育学部では10月からストライキに入った。
学生は9月13日に、全学闘争委員会（略称＝全学闘）を結成した。これは、文学部闘争委員会などの各学部の闘争委員会の全学統合組織という意味であった。いわゆる全共闘は「全学共闘会議」の略であり、全学の闘う個人の共闘組織との意味である。両者にはこのような意味の違いがある。68-69年の学生運動を「全共闘運動」と言うことが多い。しかし、教育大闘争には「全共闘」はなかった。バリケード闘争をになったのは「全学闘」であり、反民青系セクトは、革マル派を含めてすべてこれに参加していた。全学闘は、9月23日に大塚キャンパスをバリケード封鎖した。
こうした学生の動きに、譲歩で解決を図る方向として、農学部教授会は9月25日に、調査費計上の白紙撤回を決定した。しかし、このような譲歩を認めない移転推進派は、10月17日に開催された評議会で、この決定を否認した。
10月3日、文学部教授の移転賛成派（大島清代表）が、「67年6月10日評議会決定」の支持を表明。11月20日、理学部長に移転慎重派の小寺明教授が選出されて、12月11日に就任した。しかし、15日に不信任されて辞任する。11月28日、評議会は、事態打開のための全学集会開催を決定したが、実施されなかった。12月7日、筑波推進派教官による「本学の正常化と発展を期する会」が第1回会合を持った。

## 1968年闘争時の写真画像

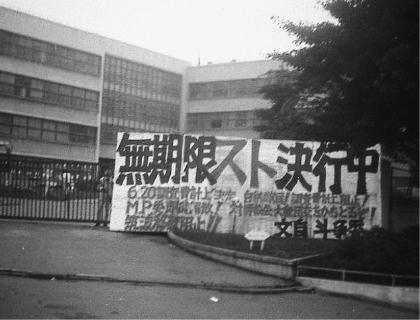
正門前からE館（右）と本館（左）、両者をつなぐ渡り廊下部分を望む。68年8月1日

## 入試中止
12月29日 前川峯雄学長代理が坂田文部大臣と会い、4学部の入試中止を決定した<翌日の閣議での入試中止了承を伝える新聞記事>。1969年1月4日、入試中止の責任を取って、学長以下の全評議員が辞任した。

## 大学内への警察力の導入
入試中止の責任を取って学長以下の全評議員が辞任したが、理学部教授会は交代の新評議員の1人として、辞任した評議員の一人である宮嶋龍興を選出した。責任を取って辞任した評議員が再任されるのはおかしいではないかという議論もあったものの、1月17日に開かれた評議会で新任評議員の互選で宮嶋を学長事務取扱（学長代行）に選出した。こうして、宮嶋竜興学長代行が大学運営の主導権を握ることになった。
1月18日 宮嶋学長代行が、学生に本館退去を命令したが、当然、学生が退去することはなかった。2月5日、理学部教授会は「大塚地区への学生の入構を禁止する」という提案を評議会に対して行うとの決定をした。事実上の機動隊導入と受け止められた。文・教・農の3学部教授会はこの提案を否決し、体育学部教授会は大塚の3学部教授会に一任することとしたので、賛成した教授会はなかった。
1月18日、1月20日、1月24日と続けて文学部学生大会が開かれた。共学同を主体とする文学部自治会闘争委員会が主張する「バリケードストライキ継続」の議案に対して、民青系による「バリケードストライキ解除」の対案が出され、双方は拮抗して両案は可決されなかった。文自闘議案には、社学同・中核派連合の修正案があり、対案には、民青系の他に、革マル系、有志連合系のものがあった。
1月28日の学生大会は、僅差で「バリケードストライキ継続」の議案を可決した。しかし、その背後には、「負けた時は、直ちに本館へ向かい立て籠る」という方針が共学同にはあった。
2月8日、全学闘は理学部の移転推進派教官3人を捕捉し、大衆団交を行った。全学闘側は、ロックアウト策動（前述の2月5日理学部教授会決定を指す）の自己批判などの確認書を勝ち取った。しかし、3教官は6日後にはこれを翻し、むしろ8人の学生を監禁罪で告訴した。
2月27日に学長代行は、近くの新大塚公園で「所信表明集会」を開いた。機動隊導入に進むためのアリバイ作りであることが明白だった。この集会への参加学生は約100名に対し、「抗議に800」「全学闘500」と報道された阻止・抗議の怒号に包まれた。
2月28日10時30分、大塚・駒場の両キャンパスに、学長代行が専断で機動隊を導入して学生を排除し入構を禁止した<新聞記事>。これに対し、文学部教授会と教育学部教授会は抗議声明を発表した。その混乱の中、ドイツ文学の桜井正寅教授が心筋梗塞で亡くなった。深夜1時すぎに帰宅した後のことであった。桜井教授は大正3年生まれ、まだ54歳だった<新聞記事>。機動隊はその日から少数ながら常駐して、すぐにも応援部隊が来る態勢をとっていた。

## 授業再開と学内平常化
4月19日、全学闘は渋谷の山手教会で「教育大闘争報告集会」を開催し、多くの学生が集まった。5月22日、これまで移転反対闘争で表面に出ていなかった体育学部では、学生大会を開こうとしたが、学部側はその中止を求めた。これに抗議した体育学部闘争委員会が、午後10時ごろ体育学部本館を封鎖した。しかし、1時間後には学部長が機動隊を要請して封鎖が解除された。
6月23日、全学闘が「キャンパス奪還」のため大塚構内に突入し、多くの逮捕者を出した<新聞記事>。「奪還闘争」は数次にわたって行われたが、この日の逮捕者は最多であった。7月4日、マスタープラン委員会が評議会に移転計画を答申したのに対し、全学闘は大塚構内で抗議闘争を行った。9月17日には、結成された全国全共闘による第1回目の行動として教育大奪還闘争（大塚公園を起点）が行われた<新聞記事>。
このような学生の動きは、しかし、もはや学外に放逐されてしまっていたわけで、大学の管理運営にはいかなる影響も与えることはできなかった。
むしろ事態は、授業再開と学内平常化に向かっていた。学生でも、民青系は、むしろその方向を目指していた。9月30日には、民青系学生主導下に文学部学生大会を東大教養キャンパスで開き、ストライキ解除を決定したのである。全学闘側は、この動きには関与しなかった（関与しようとすると、民青系に実力で敵対される情勢だった）。
7月31日には、教職員有志518人が移転決定強行に抗議声明を出すという動きもあった。しかし、8月6日には文学部教授会がツーキャンパス論を放棄した。また9月16日に文学部教授会が授業を再開しようとしたが、学長代行は検問なしの学生の入構は認められないとして学生の入構を認めなかった。このことから、10月6日には文学部教授会が、学長代行の要求に応じ、授業再開の要件として、学生による「誓約書」への署名と、それと引き換えの「入構証」を持つ者だけを構内に入れる検問を承諾した<新聞記事>。これにより「誓約書」「入構証」方式による文学部の「正常化」が始まった。学長代行の思う通りの「正常化」であった。

## 筑波大学の発足へ
東京教育大学の移転推進派は、1967年6月の「土地確保表明決定」以降、7-8月には「マスタープラン検討委員会」を組織、11月7日には評議会にマスタープラン8項目が報告される、11月9日にはマスタープラン委員会のワーキンググループを発足させる、1968年3月29日にマスタープラン委員会が評議会で構想試案を報告、1969年7月4日にマスタープラン委員会が評議会に移転計画を答申（24日には評議会がこれを移転計画として決定<新聞記事>）、1971年6月10日に評議会が「筑波新大学に関する基本計画案」を決定（文学部は欠席）といった経過をたどって、大学としての「新大学プラン」を策定していた。しかし、一方では文部省が、1969年11月21日に省内に「筑波新大学創設準備調査会」を発足させ<新聞記事>、1970年10月21日にこの筑波新大学創設準備調査会で「筑波新大学のあり方について」の中間報告を行い、1971年7月16日に「筑波新大学のあり方について」の報告を文部大臣に提出するというまったく別途な「新大学プラン」を練っていた。
「筑波大学」をどのような大学にするかについては、この推移を見るだけでも、東京教育大学の意向で決めたものではないことが分かる。両者の混淆である。
文部省はこれ以後、医学部不在の県で単科の医科大学を、また3つの「教育大学」を新設する。特に前者（一県一医大構想）にあっては、本来はその県にある既存の国立大学に医学部を新設すべきなのだが、すべて単科大学の新設でことを済ませている。その県にある既存の国立大学の評議会・教授会との折衝の煩を厭った文部官僚の手抜きである。それらの端緒でもあった。
こうして、1973年2月9日に筑波大学法案（国立学校設置法改定案）が閣議決定され、9月25日にはそれが国会を通過し成立する。これによりさっそく10月1日には筑波大学が開学し、初代学長に三輪知雄が就任した。その翌年の74年に、筑波大学としての第一期生が入学したわけである。
筑波大学には学部制度がなく学群・学類制度であるが、74年4月には教育学部・農学部に相当する分野の学群・学類が開学できなかったのか、74年4月に東京教育大学教育学部・農学部で学部学生の入学があった。このため、教育大の消滅は文理体の3学部と、教・農の2学部とでは、スケジュールが異なることになった。文・理・体の3学部では77年3月の定員消滅に合わせて、4年前に最後の学部生受け入れ、3年前に最後の博士課程生受け入れ、2年前に最後の修士課程生受け入れとなった。一方、教育学部・農学部では78年3月の定員消滅に合わせて、同様の措置が採られたのである。

## 年表
この年表は『文理科大学新聞・教育大学新聞 縮刷版』その他を資料にしている。

### 1963年
- 8月27日 筑波研究学園都市建設計画が閣議了承された
- 9月18日 文・理・農3学部自治会は、移転問題に関連して「民主的討論の場を保障せよ」との声明を出した
- 10月18日 臨時評議会が、移転問題で特別委設置を決定
- 12月28日 64年度予算で、住宅公団による筑波用地買収費147億円が認められる

### 1964年
- 6月16日 法律政治学専攻・経済学専攻の両専攻が合議し、26講座の仮称法経学部を新設する案を発表
- 11月24日 将来計画委員会（小林善一委員長）が、筑波移転問題で調査報告書を公表した
- 11月30日 評議会は、英米文学教室を改組し、米文学専攻を独立させることを決定

### 1965年
- 4月7日 将来計画委員会は、新メンバーにより「筑波移転の賛否を問う委員会」に再編
- 6月5日 理学部自治会の選挙が行われ、この日までに新学期の自治会正副委員長の選挙が終了した。文学部自治会では、64年後期までは、構造改革派系の共青が執行部を握っていたが、この選挙で共青系が敗北し、民青系が勝利し、自治会の主導権が逆転した。
- 6月30日 文・理・教の3自治会が、「移転強行決定阻止」を掲げて学生大会を開く
- 7月23日 評議会で「打診委員会」設置を決定（文学部評議員は退席）<文学部教授会の学長への抗議文>
- 9月24日 「7.23評議会決定破棄全学集会」が開かれた

### 1966年
- 7月15日 将来計画委員会が、キャンパス複数化検討を決定
- 7月16日 全学教官移転問題合同懇談会が開催された
- 10月12日 文学部教授会でツーキャンパス論出る
- 10月17日 文・理・教・農自治会が、将来計画委と団交、公開質問状
- 10月21日 学生150人、将来計画委に座り込み
- 11月5日 和歌森太郎文学部長と2人の評議員が辞任（10月28日の評議会での三輪学長と他学部評議員から罵倒を浴びたことを契機にしたもので、文学部教授会は学長・評議会に抗議して、12月初めまで評議会出席を拒否した））<文学部長・評議員の教授会への辞任願>
- 11月10日 文学部学生委員会が筑波問題に関する説明会を開く。教授会側は将来計画委員・学生委員が出席、学生は約300人が参加
- 11月14日 文学部自治会は10日からストライキ投票を行い、スト権を確立。教育学部・農学部とともにスト権が確立された
- 11月16日 理学部教授会は任期満了に伴う学部長選挙を行い、小林善一教授を選出した。同教授は移転積極派と見なされていた
- 11月24日 明治大学和泉校舎で、「学費値上げ白紙撤回」を求めて無期限ストライキが始まる
- 12月8日 中央大学で学生会館の管理運営権をめぐりバリケードストライキが始まった
- 12月17日 三派系全学連再建大会開く

### 1967年
- 2月11日 「建国記念の日」に抗議しての同盟登校が行われ、穂積重行・大江志乃夫両助教授らの10講義が平常通りに行われた
- 4月26日
  - 文学部教授会が移転問題で妥協案を提出
  - 5学部自治会・教職員組合などが「土地確保阻止」の全学集会を開く
- 6月10日 評議会は、筑波に土地確保を希望することを文部省に表明することを決定。文学部評議員は反対して退席
- 6月14日 学生約400人が「6.10評議会決定白紙撤回」を要求して本館前集会を開き、15日まで授業放棄を続けた
- 6月19日 文学部学生大会が「6.10評議会決定白紙撤回」を要求して20日から3日間のストライキを決定し、ピケットストライキに突入（以後、4波まで26日間のストライキを続行した）
- 6月20日 教育学部学生大会が「6.10評議会決定白紙撤回」を要求して3日間のストライキに突入。その後の学生大会でもストライキが延長された（7月7日の学生大会が成立せず、ストライキ解除）
- 6月21日 文学部教授会が「6.10評議会決定」についての声明を発表<文学部教授会の声明内容>
- 7月4日 理学部学生大会が「6.10評議会決定白紙撤回」を要求してストライキに突入（7月7日の学生大会でストライキ解除）
- 7月10日 農学部学生大会が「6.10評議会決定白紙撤回」を要求して11-12日のストライキを決定
- 7月24日 将来計画委員会が解散。その後、マスタープラン検討委員会を設置
- 9月20日 文学部学生大会が開かれたが、参加者約360人で定足数（397人）に達せず、討論を行ったのみで、行動方針を決定できなかった
- 10月7日 佐藤首相のベトナム訪問に反対するデモ隊が羽田で機動隊と衝突。ベ平連は清水谷公園で集会を行いアメリカ大使館へデモ行進
- 11月7日 評議会でマスタープラン8項目が報告される
- 11月9日 マスタープラン委員会（MP委）のワーキンググループが発足
- 11月22日 文学部教授会が、酒井忠夫教授の図書館専門委員長就任を否認
- 11月30日 三輪知雄学長が、国大協で学生運動の弾圧を求めて報告
  - 年末から68年春にかけて、新学生寮を求める運動が続いた[5]

### 1968年
- 1月17日 アメリカ原子力空母エンタープライズの寄港阻止闘争が頂点を迎える
- 3月8日 アメリカ軍王子野戦病院開設阻止闘争が頂点を迎える
- 3月10日 成田空港反対闘争が始まる
- 3月29日 マスタープラン委員会が、評議会で構想試案を報告
- 4月ごろから 世界各地でベトナム反戦闘争が高揚する
- 4月14日 国税庁が日本大学の20億円使途不明を摘発（日大闘争の起源となる）
- 5月3日 パリ大学で学制改革を要求して大学占拠（工場占拠にも拡大し、5月危機に伸展）
- 6月2日 九州大学構内に米軍機が墜落炎上（九州大学闘争の起源となる）
- 6月10日 文学部自治会常任委員会で構改系が多数派となる。正副委員長は民青系が辛勝していたが、正副委員長が常任委員会に出席しなくなり、文学部自治会の運営権を構改系が掌握するに至る[6]。ただし、制度運用上で、これが実現したのは6月25日の文学部学生大会
- 6月14日 学長の任期切れに伴い、新学長の選挙による選出が行われた。文学部自治会は学長選阻止闘争を組んだ。民青系はそれに反対した。新学長には移転推進派の三輪光雄が選出された（就任は7月18日）が、学生には敗北感はなく、500人の高揚したデモが展開された[7]
- 6月15日 日比谷野外音楽堂で開かれた「70年安保粉砕6.15闘争中央集会」に教育大の反民青系300人が参加
- 6月17日 東京大学に機動隊が導入され、以降東大闘争が激化する
- 6月20日 評議会は、筑波移転のための調査費約2700万円の計上を決定。文学部評議員は抗議の退席をした
- 6月25日 文学部学生大会はE・G館（文学部・教育学部棟）の封鎖を決定し、自治会の正副委員長と3人の常任委員の解任提案が可決された。これにより、文学部自治会の主導権が、民青系から反民青系に渡った。同日、理学部学生大会も開かれたが、定足数に満たなかった
- 6月29日 文学部学生大会は本館（事務棟）の封鎖を決定し、学生はこれを即時実施した。文学部自治会闘争委員会の結成が決まった<文学部自治会から学生宛>
- 7月3日 農学部学生大会が「調査費白紙撤回、団交要求」を求めて8日までのストライキを決定（8日学生大会は議案・対案が対立し、方針未定のまま散会、ストライキを解除）
- 7月5日 理学部学生大会が8日までのストライキを決定（8日学生大会は議案・対案が対立し、議長団提案が可決され12日までスト延長。12日の学生大会は定足数に満たず不成立）
- 9月13日 全学闘争委員会（略称＝全学闘）を結成（いわゆる全共闘は「全学共闘会議」の略であり、全学の闘う個人の共闘組織の意である。しかし、全学闘争委員会は各学部の闘争員会の全学統合組織の意であった。7月10日の結成呼び掛け以降、各学部での組織作りが進み、理学部闘争委員会＝理筑闘、教育学部闘争員会＝教闘委、農学部闘争委員会＝農闘委が結成されていた）
- 9月20日 理学部学生大会が「25日まで教官排除のストライキ」を決定（賛成183、反対69）
- 9月23日 全学闘が大塚キャンパスをバリケード封鎖
- 9月25日
  - 農学部教授会が、調査費計上の白紙撤回を決定（10月17日、評議会はこの決定を否認）
  - 理学部学生大会は、「要求貫徹までの無期限ストライキ、10月5日学生大会」を決定
  - 農学部学生大会は「10月4日までのストライキ」を決定
- 10月3日 文学部教授の移転賛成派（大島清代表）が、「67年6月10日評議会決定」の支持を表明
- 10月4日 農学部学生大会は「10月24日までストライキ続行」を決定（24日学生大会は深更におよび方針未定のまま散会）
- 10月7日 教育学部学生大会は「10月16日までの教官排除ストライキ」を決定
- 10月16日 教育学部学生大会は「10月24日までのストライキ」を決定
- 10月21日
  - 体育学部学生大会が成立し、「自治会承認運動の推進、24日に学部集会をもつ」を決定
  - 国際反戦デー。前年8月に新宿駅で発生した米軍のジェット燃料タンク車爆発事故に対し、新左翼各派は「新宿米タン闘争」を構え新宿騒乱に発展した。
- 10月25日
  - 理学部学生大会は「11月8日までストライキ続行」を決定
  - 体育学部学生大会（成立）
- 10月28日 農学部学生大会は「11月25日までストライキ」を決定
- 11月4日 教育学部学生大会は、「14日までストライキ、教授会団交が拒否されれば12月4日までストライキ」を決定
- 11月6日 文学部教授会は、紛争解決へ向けて「6項目提案」（MP委の機能停止、調査費計上撤回、筑波移転問題協議会の設置、評議会団交の実施など）を決定
- 11月8日 理学部学生大会は「当面は2週間ストライキ。その間に要求が実現されない場合は無期限ストライキに突入」を決定
- 11月15日 文部省は、東大・日大・東京外大・東京教大に「授業再開」を求める通達を出した
- 11月20日
  - 理学部長に移転慎重派の小寺明教授が選出される（12月11日就任、15日に不信任されて辞任）
  - 文部大臣が「大学の1つや2つは潰してもかまわない」と発言
- 11月26日 評議会が文自闘の大衆団交要求を拒否。全学闘は、これへの報復および全学封鎖へのワンステップとして守衛所（校門を入ってすぐ左側）占拠を実施
- 11月27日 文部省は、前川峯雄学長代行に「紛争を直ちに解決するように」と指示
- 11月28日 評議会が、事態打開のための全学集会開催を決定（実施されず）
- 11月29日 農学部学生大会は「12月4日までストライキ」を決定
- 12月4日 農学部学生大会は「12月23日までストライキ」を決定
- 12月6日 文部省内に「大学問題委員会」（斎藤・岩間・宮地・天城ら7人）を設置し、東大・教大・外大の69年入試について検討
- 12月7日 筑波推進派教官による「本学の正常化と発展を期する会」が第1回会合を持つ
- 12月15日 理学部教授会は、学生との話合いに応じたことを理由に小寺学部長を不信任し、代わりに、宮島竜興教授（MP委員長）を学部長代行に選出
- 12月17日 文部省は東教大の5学部長を呼び「遅くとも25日までに解決の見通しを立てる」ように要求
- 12月21日 教育学部教授会は「入試はできない」と申し合わせる
- 12月22日
  - 文部省と教育大の第1回入試問題協議
  - 農学部学生大会は、各案が対立し妥協ならず、ストライキを解除
- 12月24日 評議会は「28日までに事態が解決しなければ入試中止もやむをえない」とした
- 12月27日 評議会は「農・体の入試は実施するが、文・理・教の入試中止はやむをえない」と最終決定
- 12月28日 文部省と教育大の第3回入試問題協議
- 12月29日
  - 文部省と教育大の第4回入試問題協議で、文・理・教・農の4学部入試中止を決定
  - 評議会は入試中止の決定を発表し、評議員全員の辞任を発表（1月6日辞表取りまとめ）

### 1969年
- 1月6日 入試中止の責任を取り、学長以下の全評議員が辞任
- 1月13日
  - 理学部学生大会は、議案・対案とも保留になり、結果として無期限ストライキを継続。この日の3学部学生大会ではいずれも、民青系はストライキ解除を打ち出した
  - 教育学部学生大会は、民青系執行部が提出した議案を可決し「入試実施のためのストライキ解除」を決定
  - 農学部学生大会は、民青系執行部が提出した「入試実施・全学集会即時実現」「本館封鎖解除」決議を確認したが、ストライキ解除は継続した
- 1月17日
  - 民青系の「封鎖解除行動委員会」が大塚構内で集会を開く
  - 新たに選出された評議会は、互選により宮島竜興を学長事務取扱（学長代行）に選出
- 1月18日
  - 宮島学長代行が、学生に本館退去を命令（学生はもちろん退去せず）
  - 東京大学封鎖解除に機動隊8500人が出動し、激しい攻防戦を展開。翌19日に安田講堂が陥落し、全共闘による東大封鎖が終わる
- この頃日本育英会は、教育大・東大の留年者に対する奨学金を打ち切る方針を決定
- 1月20日 文学部学生大会は「24日学生大会」を決め、無期限ストライキを継続
- 1月24日 文学部学生大会は「28日学生大会」を決め、無期限ストライキを継続
- 1月28日
  - 文学部学生大会は「6.10決定撤回までの無期限ストライキおよび本館占拠継続」の議案を可決決定
  - 理学部学生大会は「2月1日までの再ストライキ」を決定
- 1月31日 理学部自治会常任委員会（民青系）は「教育大闘争の勝利めざし、ストライキ体制をうちかためよ！」との声明を発表
- 2月5日 理学部学生大会は「12日までの教官排除ストライキ」を決定、同時に理学部教授会は「大塚地区への学生の入構を禁止する」という提案を評議会に対して行うとの決定をした。事実上の機動隊導入と受け止められた。文・教・農の3学部教授会はこの提案を否決し、体育学部教授会は大塚の3学部教授会に一任することとし、賛成は得られなかった。
- 2月8日 全学闘は、福田・橋本・宇田川の理学部3教授と団交し、「2.5ロックアウト提案の撤回、評議会団交の実現、教育措置検討委員会解散のために努力する」との確認書を取る。しかし、翌9日に3教授は、「不法監禁のもとに強制されたものだった」として確認書を否定し、全学闘の8人を告訴した
- 2月10日 教育学部学生大会は「24日までの教官を排除しないストライキ」を決定
- 2月12日 理学部学生大会は「条件付き24日までのストライキ」を決定
- 2月21日 理学部学生大会は「3月10日までの教官排除ストライキ」を決定
- 2月27日 学長代行は、近くの新大塚公園で「所信表明集会」を開いたが、参加者は100人に及ばず中止された
- 2月28日 学長代行が専断で、10時30分に大塚・駒場の両キャンパスに機動隊を導入して学生を排除。大塚・駒場への学生の入構を禁止。これに対し、文学部教授会・教育学部教授会は、ともに機動隊導入をした学長事務取扱への抗議声明を採択・した<文学部教授会声明>。午後5時には、体育学部も3月8日まで学生の立入りを禁止した。この日、大塚では、2月8日の団交を理由に逮捕状が出されていた2人と、公務執行妨害の1人が逮捕された。
- 3月1日 機動隊導入の混乱と疲労の中で、文学部ドイツ文学の桜井正寅教授（54歳）が深夜1時すぎに帰宅した後、心筋梗塞で亡くなった
- 3月6日
  - 教職員有志245人が、機動隊導入への抗議声明を発表
- 全学闘450人が、教育大まで奪還闘争デモを行う
- 理学部教授会が窪町公園で、授業再開のための説明会を開催し、学生10人ほどが参加
- 3月7日 農学部では、院生・4年生に限り条件付きの入構を始める
- 3月31日 評議会は、文学部教授会の決議を無視して、綿貫芳源文学部教授を学生部長に決定した
- 4月19日 全学闘が、「教育大闘争報告集会」を開催（渋谷・山手教会）
- 4月28日 沖縄デー。反戦委・新左翼系学生らの街頭闘争はお茶の水・銀座地区等（社労同・共産同・第四インター・ML同・中核派の5党派呼びかけによる中央権力闘争として位置づけられていた[6]）
- 5月20日 全学闘と文学部教授会の大衆団交で、入江勇起男学部長が「授業再開は文学部自治会闘争委員会との合意を得てから」と言明
- 5月22日 体育学部に機動隊を導入
- 5月23日 移転反対派教官がシンポジウムを開く
- 5月24日 政府が大学の運営に関する臨時措置法案を国会提出
- 5月26日 体育学部闘争委員会（＝体闘委）の機動隊導入抗議集会（参加40人）
- 5月28日 文学部教授会声明<文学部教授会声明>
- 6月9日 文学部教授会有志（文学部内移転協力派教官）が、学生宛文書を出す<文学部移転協力派の文書>
- 6月11日 文学部教授会が学生宛文書を出す<文学部教授会の文書>
- 6月11日 文学部の移転賛成派教官が、教授会をボイコットし、独自に授業再開を計画
- 6月12日 体育学部学生大会が「13～19日ストライキ」を決定。学生大会参加学生は約500人[8]
- 6月19日 体育学部学生大会が「20～21日授業放棄、23日学生大会」を決定
- 6月23日 全学闘が「キャンパス奪還」のため大塚構内に突入
- 7月4日 マスタープラン委員会が、評議会に移転計画を答申（24日決定）。全学闘は大塚構内で抗議闘争
- 7月31日 教職員有志518人が、移転決定強行に抗議声明
- 8月6日 文学部教授会が、ツーキャンパス論を放棄
- 8月7日 大学の運営に関する臨時措置法公布
- 8月24日 評議会が、筑波移転を最終決定
- 9月5日 全国全共闘連合の結成大会開く
- 9月16日 文学部教授会は授業再開をしようとしたが、学長代行は検問なしの学生の入構は認められないとして学生の入構を認めなかった
- 9月17日 全国全共闘による教育大奪還闘争（大塚公園を起点）
- 9月30日 民青系学生主導下に、文学部学生大会を東大教養キャンパスで開き、ストライキ解除を決定
- 10月6日 文学部教授会は、「9月16日の授業再開」ができなかったことから、授業再開の方法をめぐる学長代行の指示に従うことを決めた（授業再開の要件として、学生による「誓約書」への署名と、それと引き換えの「入構証」を持つ者だけを構内に入れる検問を承諾した。これにより「誓約書」を出して「入構証」を受け取った者だけがキャンパスに入れるという方式による文学部の「正常化」が始まる。この方式を受け入れず大学を中退した者が多く出た）
- 10月21日 国際反戦デー。共学同は北から東京駅に進入する作戦を立て八重洲口で機動隊と衝突。これを頂点とした秋期政治決戦の総括をめぐり、共学同内部に亀裂が入る[9]。教育大の最大セクトであり筑波移転反対闘争をリードした共学同の弱体化が急速に進む
- 11月21日 文部省内に、筑波新大学創設準備調査会が発足

### 1970年
- 2月5日 教育学部教授会にて、筑波移転賛成派の教官らが和田義信学部長に対し不信任決議を行う[10]。
- 2月25日 学長選挙が行われ、宮島竜興代行が選出される
- 3月10日 評議会が、学長参与制度を改組
- 4月11日 入学式に機動隊導入
- 4月17日
  - 評議会が教官専攻基準を決定し、文学部人事の凍結に乗り出す
  - 閣議が、筑波建設促進を了承
- 8月4日 理学部学生海老原俊夫君を中核派が殺害（以後、革共同両派のテロ激化）
- 9月7日 評議会が、文学部3教授に辞職勧告
- 10月21日 文部省の筑波新大学創設準備調査会で「筑波新大学のあり方について」の中間報告が行われる
- 11月27日 宮島学長が、筑波推進派への論功行賞を示唆

### 1971年
- 5月11日 大学当局、桐葉祭への校費支給を拒否（22日の評議会への抗議行動で機動隊導入）
- 6月10日 評議会が、「筑波新大学に関する基本計画案」を決定（文学部は欠席）
- 7月16日 文部省の筑波新大学創設準備会が、「筑波新大学のあり方について」の報告を文部大臣に提出
- 10月6日 東教大内に「筑波開設準備会」発足
- 10月16日 文部省に「新大学開設準備会」発足

### 1972年
- 3月27日 筑波大学運動場起工式
- 11月1日 東教大内に「筑波新大学創設準備室会」発足（座長・三輪知雄）

### 1973年
- 2月9日 筑波大学法案（国立学校設置法一部改定案）が閣議決定される（2月17日国会上程）
- 2月14日 文学部教授会が、「筑波大学関連法案に対する見解」を公表
- 2月23日 評議会で、学長不信任動議が出る
- 4月11日 文・理・体の3学部の最後の学部学生が入学（この後、10月に筑波大学が発足し、1974年4月には筑波大学として新しく学生を入れることとなったことによるもの。筑波大学には学部制度がなく学群・学類制度であるが、1974年4月には教育学部・農学部に相当する分野での学群・学類が開学できなかったのか、74年4月にも、教育学部・農学部では学部学生の入学があった。このため、これ以後、文・理・体の3学部では77年3月の定員消滅に合わせて、4年前に最後の学部生受け入れ、3年前に最後の博士課程生受け入れ、2年前に最後の修士課程生受け入れとなった。また、教育学部・農学部でも78年3月の定員消滅に合わせて、同様の措置が採られた）
- 9月25日 筑波大学法案（国立学校設置法改定案）が国会を通過し成立
- 10月1日 筑波大学が開学し、初代学長に三輪知雄が就任（副学長＝大島清・辰野千寿・福田信之・吉武泰水。最初の学生は74年入学）
- 10月8日 文学部教授会が、教官の筑波大学への無断引き抜きに抗議

### 1974年
- 1月31日 学長選挙で、最後の東京教育大学長に大山信郎教授が選出される
- 4月11日
  - 教・農の2学部で最後の学部学生入学
  - 文・理・体の3研究科で最後の博士課程学生入学
- 5月 学長が文学部人事の凍結を解除

### 1975年
- - 3月27日 元新聞会員西田はるみが中核派によるテロで殺される

（以下、細かく書くのでわずらわしく見えるが、要は、「77年3月に文・理・体の3学部での定員消滅、78年3月31日の教・農の2学部での定員消滅」に合わせて、学部・修士課程・博士課程の入学・卒業が図られたのである）
- 4月11日
  - 文・理・体の3研究科で最後の修士課程学生入学
  - 教・農の2研究科で最後の博士課程学生入学

### 1976年
- 4月11日 教・農の2研究科で最後の修士課程学生入学
- 4月 文・理・体の3学部で学生1学年だけとなる

### 1977年
- 3月30日 文学部、最後の教授会を開く
- 3月31日 文・理・体の3学部の定員消滅
- 4月 教・農の2学部で学生1学年だけとなる

### 1978年
- 3月1日
  - 教・農の2学部で最後の卒業式が行われる
  - 『文理科大学新聞・教育大学新聞 縮刷版』が発行される
- 3月15日 東京教育大学の閉学式が行われる
- 3月31日 教・農の定員消滅し、東京教育大学閉学

## 文献
- 『文理科大学新聞・教育大学新聞 縮刷版』あずさ書店、1978年3月

学生の立場から
- 『全国学園闘争の記録1』日本評論社、1969年7月
- 『近代知性への叛逆』学藝書林、1969年
- 『中教審大学－警察管理下の東京教育大学』新日本出版社、1969年
- 黒川敏夫・夢諸野迷『東京教育大闘争の敗北－ある農学部生の総括』三協社、2010年10月
- 『回想の全共闘運動－今語る学生叛乱の時代』彩流社、2011年10月

文学部教官の立場から
- 家永三郎・大江志乃夫『東京教育大学たたかいの記録－1962-1970年』法政大学出版局、1971年
- 家永三郎 『東京教育大学文学部－栄光と受難の三十年』現代史出版会発行・徳間書店発売、1978年2月
- 浜林正夫・畠山英高『筑波大学－その成立をめぐるたたかいと現状』青木書店、1979年
- 森岡清美『ある社会学者の自己形成 幾たびか嵐を越えて』ミネルヴァ書房、2012年1月

## 研究機関の移転反対運動
移転が予定された研究機関にも、反対運動があった。1967年12月9日には、移反連（＝移転反対連絡会議）による「9.5閣議了解白紙撤回等要求実現全都1万人集会」が開かれた。この集会には、教育大からも民青系学生100人以上が出席したと伝えられる。また、この組織は『移反連速報』という広報機関誌を発行していた。